# Ил-14
„Илюшин Ил-14“ (название в NATO: Crate) е съветски самолет с два бутални звездообразни двигателя с въздушно охлаждане. Използван е като военно-транспортен, граждански пътнически и товарен самолет. Разработен е да смени вече остарелите Ли-2 и Ил-12 от самолетния парк на Аерофлот. В средата на 50-те години на ХХ век Ил-14 е основния магистрален самолет, който обслужва вътрешните и международните линии на Аерофлот. След създаването на пътническия Ан-24 с турбовитлови двигатели, Ил-14 се използва предимно в регионалните вътрешни линии.
Първият полет е на 1 октомври 1950 г.
В Чехословакия се произвежда по лиценз с наименованието Avia-14, a в Китай – на Y-6.

## Конструкция
Ил-14 е целометалически двумоторен самолет моноплан нископлощник. Разработени са модификации предназначени за военно и цивилно използване. Снабден е с два радиални двигателя конструкция на Швецов – Аш-82Т-7.

## Варианти
- Ил-14 – двумоторен пътнически, карго транспортен самолет.
- Ил-14Р – транспортен самолет.
- Ил-14П – транспортен самолет с 24 – 32 седалки
- Ил-14Т – военно-транспортен самолет.
- Ил-14Г – товарен самолет.
- Avia 14 Salon – VIP самолет в Чехословакия
- Y-6 – китайската версия на Ил-14